# ريتشارد هنري وليامز
ريتشارد هنري وليامز هو سياسي كندي، ولد في 13 يونيو 1852، وتوفي في 25 أغسطس 1924.